# Odulphuskerk (Meliskerke)

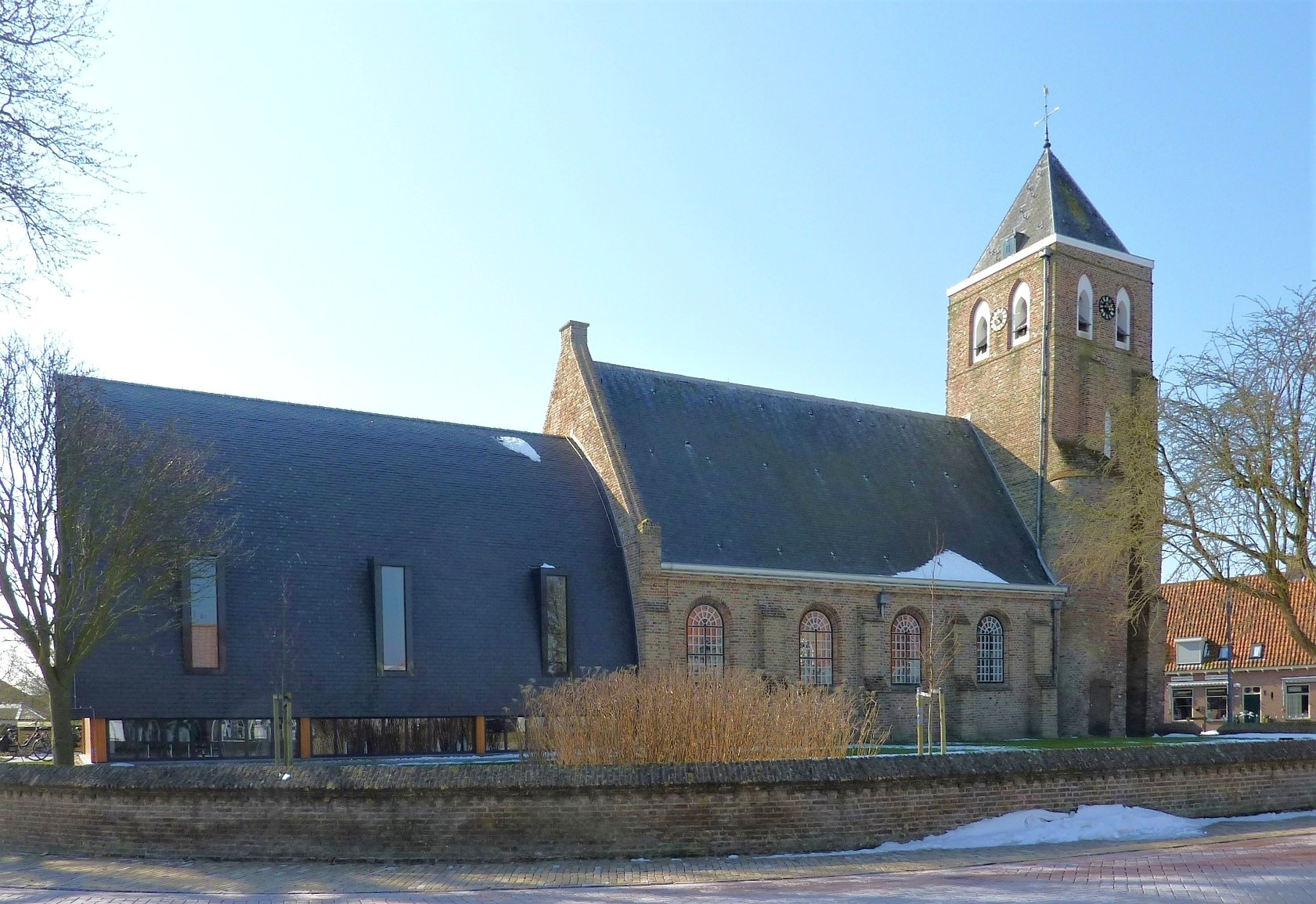
Die Odulphuskerk 2013 nach der Erweiterung

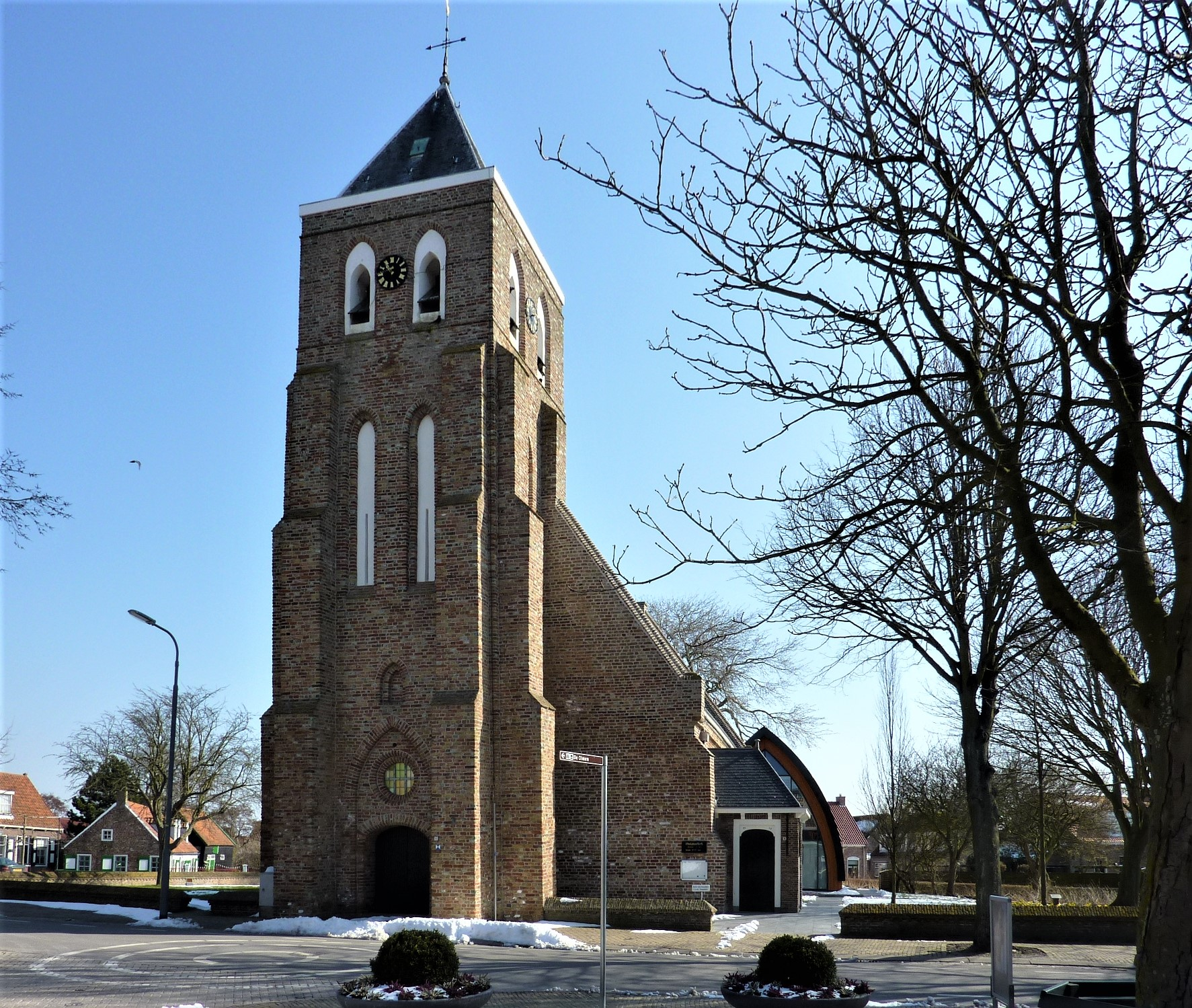
Blick zum Turm

Die Odulphuskerk ist eine evangelisch-unierte Pfarrkirche zu Meliskerke in der Gemeinde Veere in der niederländischen Provinz Zeeland. Sie ist bekannt durch ihren spätgotischen Turm, der nach Westen abgesackt ist.

## Geschichte
Meliskerke ist vor 1235 von St. Willibrord zu Westkapelle abgepfarrt worden.  Der Turm, das Langhaus und das  südliche Seitenschiff der Kirche wurden um 1400 errichtet. Bis zur Reformation war die Kirche dem Heiligen Odulf von Utrecht geweiht. Im Zuge der Reformation kam es zum Abbruch des Chores, der im calvinistischen Gottesdienst keine liturgische Funktion mehr hatte. Der vermauerte Triumphbogen war in der Ostwand bis 2011 noch äußerlich sichtbar. Im Gegensatz zur calvinistischen Tradition ist in Meliskerke jedoch niemals der Name des ursprünglichen Kirchenpatrons, des heiligen Odulfs, in Vergessenheit geraten. Während des Achtzigjährigen Krieges entstandene Beschädigungen wurden erst letztlich zu Beginn des 17. Jahrhunderts behoben, dabei wurden Langhaus und Seitenschiff unter ein Dach gebracht. Ein Portal an der Südseite stammt von 1769. Eine neue Sakristei wurde während einer Renovierung 1959 angebaut. Im Zuge einer weiteren Renovierung und umfangreichen Erweiterung wurde 2011 die Sakristei wieder abgerissen, der vermauerte Triumphbogen geöffnet und dem Kirchenschiff ein Anbau hinzugefügt.
Die Kirche gehört zur Protestantse Gemeente Biggekerke/Meliskerke, die zur 2004 geschaffenen unierten Protestantse Kerk in Nederland gehört. Die Gemeinde gilt auch als Bestandteil des niederländischen Bibelgürtels.

## Orgeln
In der Kirche befinden sich zwei Orgeln: zum einen eine Hauptorgel, gebaut im Jahre 1978 durch die Orgelbaufirma Pels & Van Leeuwen; dieses Instrument stand bis 2011 in der nun geschlossenen Ichthuskerk in Meliskerke. Zum anderen befindet sich in der Odulphuskerk eine historische Orgel, die 1744 von dem Orgelbauer Peter Weidtmann (Ratingen) als Hausorgel erbaut wurde. Zu Beginn des 20. Jahrhunderts wurde es nach Meliskerke verkauft. Das Schleifladen-Instrument hat acht Manualregister. Die Spiel- und Registertrakturen sind mechanisch.
| Manual C–c3    |       |
| Holpijp        | 8′    |
| Prestant       | 4′    |
| Quint          | 2 ⁄3′ |
| Octaaf         | 2′    |
| Sesquialter II |       |
| Cornet III     |       |
| Mixtur III–IV  |       |
| Dulciaan       | 8′    |
| Tremulant      |       |